# Cariacica
Cariacica, amtlich portugiesisch Município de Cariacica, ist eine Stadt im brasilianischen Bundesstaat Espírito Santo, 10 km nordwestlich von dessen Hauptstadt Vitória. Im Jahr 2010 lebten in Cariacica 348.738 Menschen auf 280 km².